# Autovía A-4
Die Autovía A-4, auch Autovía del Sur, ist eine Autobahn in Spanien und Teil der Europastraße 5. Sie tangiert den Gran Parque Natural de Despeñaperros. Bis 1991 war die Autobahn nur 37 Kilometer lang.

## Abschnitte
| Position | Kurzbezeichnung des Abschnitts | Abschnitt | km                | Eröffnung/Bemerkung                                                           |
| -------- | ------------------------------ | --- | ----------------- | ----------------------------------------------------------------------------- |
| 1        |                                | Hauptstrecke: Madrid (Süd)- Avenida de Andalucía Variante 1: Puente de Praga-Glorieta de Cádiz Variante 2: Glorieta de Cádiz-Avenida de Rosales Variante 3:Avenida de Rosales-Villaverde Bajo Variante 4: Villaverde Bajo - Villaverde Alto pkm 9 Variante 5: Villaverde Alto pkm 9 Villaverde Alto (zona CAMPSA) pkm 11 | 0,8 2,2 1,9 0,7 2 | 1963 1963 1965 1968 1964                                                      |
| 2        |                                | Madrid Nudo (Süd) M-30 Nudo Super (Süd) M-40 Nudo Super (Süd) M-40 Villaverde Bajo M-45 | 12,5              | 1 Fahrbahn/Richtung 1985 2 Fahrbahnen/Richtung (Aufstufung zur Autovia): 1990 |
| 3        |                                | Villaverde Bajo (zona CAMPSA) M-45 Seseña Nuevo | 24,9              | 2 Fahrbahnen pro Richtung;: 1971 3 Fahrbahnen pro Richtung: 1989              |
| 4        |                                | Variante Aranjuez (Seseña Nuevo-Ontígola) | 16                | 1988                                                                          |
| 5        |                                | Aranjuez (Ontígola-Ocaña) | 9,6               | 1971                                                                          |
| 6        |                                | Ocaña-La Guardia | 23                | 1989                                                                          |
| 7        |                                | La Guardia-Madridejos | 29,4              | 1988                                                                          |
| 8        |                                | Madridejos-Puerto Lápice (Nord) | 13,3              | 1990                                                                          |
| 9        |                                | Variante Puerto Lápice | 3,6               | 1987                                                                          |
| 10       |                                | Puerto Lápice (Süd)-Manzanares | 39,1              | 1990                                                                          |
| 11       |                                | Manzanares-Valdepeñas | 37                | 1988                                                                          |
| 12       |                                | Valdepeñas-Santa Cruz de Mudela (nord) | 13,2              | 1988                                                                          |
| 13       |                                | Variante Santa Cruz de Mudela | 3,3               | 2012                                                                          |
| 14       |                                | Santa Cruz de Mudela (Süd)-Almuradiel | 14,2              | 1988                                                                          |
| 15       |                                | Almuradiel-Ventas de Cardenas | 12,5              | 1990                                                                          |
| 16       |                                | Hauptstrecke: Ventas de Cárdenas-Santa Elena Erneuerung (Richtung Madrid) Erneuerung (Richtung Sevilla), von Aldeaquemada-Santa Cruz de Mudela Erneuerung (Richtung Sevilla), von Ventas de Cárdenas Aldeaquemada | 16,9 9,4 4,7 4,85 | 1984 2011 2012                                                                |
| 17       |                                | Santa Cruz de Mudela-La Carolina | 12,2              | 1990                                                                          |
| 18       |                                | La Carolina-Guarromán | 15                | 1991                                                                          |
| 19       |                                | Guarromán-Bailén (nordost) | 8,9               | 1991                                                                          |
| 20       |                                | Variante Bailén | 7,5               | 1992                                                                          |
| 21       |                                | Bailén (südost)-Andújar (ost) | 21,2              | 1990                                                                          |
| 22       |                                | Variante Andújar | 3,5               | 1991                                                                          |
| 23       |                                | Andújar (west)-Villa del Río | 17,5              | 1990                                                                          |
| 24       |                                | Villa del Río-Córdoba (Spanien) | 45,3              | 1992                                                                          |
| 25       |                                | Ronda Süd-Córdoba (ost) Kreuzung (N-331) | 17,2              | 1985                                                                          |

## Streckenführung

### Abschnitt Madrid – Manzanares – Córdoba – Sevilla – Dos Hermanas
| Position | km      | Richtung (Cadiz)                                                                         | Richtung (Madrid)                                                                                        | Anschluss an                                    | Bemerkungen |
| -------- | ------- | ---------------------------------------------------------------------------------------- | --- | ----------------------------------------------- | ----------- |
| 1        |         | Madrid                                                                                   | Ende der A-4 weiter nach Madrid (süd) Avenida la Paz und Avenida del Manzanares                          | MA-30                                           |             |
| 2        |         |                                                                                          | Caja Mágicapza. Legazpi A-42 Toledo A-5 A-6calle EmbajadoresMéndez Álvaro A-6 Valencia A-2 Flughafen A-1 | Autobahnring Madrid                             | MA-30       |
| 3        | 6       |                                                                                          | A-42 Toledo                                                                                              | MA-40                                           |             |
| 4        | 7       | A-3 Valencia                                                                             | c Córdoba A-3 R3 A-2 IFEMAHR>A-42 Toledo A-5 R5 A-6 M-607                                                |                                                 | MA-40       |
| 5        | 9       | San Martín de la VegaE 901 A-3 Valencia Flughafen A-2A-42 Toledo A-5                     | |                                                 | M-45        |
| 6        | 12A     |                                                                                          | Madrid (Stadt) Avda. Andalucía                                                                           |                                                 |             |
| 7        | 12B     |                                                                                          | | A-42 Toledo A-5E 901 A-3 Valencia Flughafen A-2 | M-45        |
| 8        |         |                                                                                          | vía de servicio                                                                                          | vía de servicio                                 |             |
| 9        |         | Industriegebiet Los Molinos                                                              | Industriegebiet Los Molinos                                                                              |                                                 |             |
| 10       | 13      | vía de servicio Getafe cerro de Los Angeles Perales del Río Pinto                        | Getafe cerro de Los Angeles Perales del Río                                                              | Pinto                                           | M-405       |
| 11       | 16      |                                                                                          | vía de servicio                                                                                          |                                                 |             |
| 12       | 17A     | M-31 Madrid A-3 R3 A-2 R2 Industriegebiet Las Arenas de Pinto R4 Córdoba A-42 R5 A-5 A-6 | |                                                 |             |
| 13       | 17B     |                                                                                          | A-3 R3 A-2R4 Córdoba A-42 R5 A-5 A-6                                                                     |                                                 | M-50        |
| 14       | 17      |                                                                                          | vía de servicio                                                                                          |                                                 | M-50        |
| 15       |         |                                                                                          | | vía de servicio Industriegebiet                 |             |
| 16       |         |                                                                                          | | vía de servicio                                 |             |
| 17       | 20      | Pinto-San Martín de la Vega                                                              | Pinto-San Martín de la Vega                                                                              |                                                 |             |
| 18       | 22      |                                                                                          | Pinto San Martín de la Vega vía de servicio                                                              | Pinto San Martín de la Vega vía de servicio     |             |
| 19       | 23      |                                                                                          | Industriezone vía de servicio                                                                            | Industriezone vía de servicio                   |             |
| 20       | 24      |                                                                                          | Industriegebiet Colegio de Guardias Jóvenes                                                              | Industriegebiet Colegio de Guardias Jóvenes     |             |
| 21       | 26A     | Valdemoro (west)                                                                         | |                                                 |             |
| 22       |         |                                                                                          | Industriegebiet                                                                                          |                                                 |             |
| 23       | 26B     | Valdemoro (Stadt)                                                                        | |                                                 |             |
| 24       | 27      |                                                                                          | Valdemoro (Stadt)                                                                                        |                                                 |             |
| 25       | 28      | Valdemoro (süd) via de servicio                                                          | Valdemoro (süd) Industriegebiet via de servicio                                                          |                                                 |             |
| 26       | 29      | Ciempozuelos Navalcarnero R4 Madrid Córdoba                                              | Ciempozuelos Navalcarnero R4 Madrid Córdoba                                                              | AR-4 M-404                                      | M-404       |
| 27       |         |                                                                                          | Vía de Servicio                                                                                          |                                                 |             |
| 28       |         | Vía de Servicio                                                                          | |                                                 |             |
| 29       |         | Vía de Servicio                                                                          | |                                                 |             |
| 30       | 32      | Vía de Servicio                                                                          | |                                                 |             |
| 31       | 34      |                                                                                          | Vía de Servicio                                                                                          |                                                 |             |
| 32       |         |                                                                                          | Vía de Servicio                                                                                          |                                                 |             |
| 33       | km. 34  | Provinz Toledo Kastilien-La Mancha                                                       | Autonome Gemeinschaft Madrid                                                                             |                                                 |             |
| 34       |         |                                                                                          | Vía de Servicio                                                                                          |                                                 |             |
| 35       |         | Vía de Servicio                                                                          | |                                                 |             |
| 36       | 36      | Seseña R4 Madrid                                                                         | Seseña R4 Madrid                                                                                         |                                                 |             |
| 37       | 37      | Aranjuez camino de servicio                                                              | | M-305 M-307                                     |             |
| 38       | 39      |                                                                                          | Ciempozuelos camino de servicio                                                                          | M-305 M-307                                     |             |
| 39       | 44      |                                                                                          | Toledo camino de servicio R4 Madrid                                                                      | Toledo camino de servicio R4 Madrid             |             |
| 40       | km. 45  | Autonome Gemeinschaft Madrid                                                             | Provinz Toledo-Kastilien-La Mancha                                                                       |                                                 |             |
| 41       | 47      | Aranjuez (Stadt) R4 Madrid Córdoba                                                       | Aranjuez-Las Infantas                                                                                    |                                                 |             |
| 42       | km. 52  | Provinz Toledo-Kastilien-La Mancha                                                       | Autonome Gemeinschaft Madrid                                                                             |                                                 |             |
| 43       | 52      | Toledo Aranjuez Ontígola vía de servicio                                                 | Toledo Aranjuez                                                                                          | N-400                                           |             |
| 44       | 53      |                                                                                          | Ontígola vía de servicio                                                                                 |                                                 |             |
| 45       |         | vía de servicio                                                                          | |                                                 |             |
| 46       |         | vía de servicio                                                                          | vía de servicio                                                                                          |                                                 |             |
| 47       |         |                                                                                          | vía de servicio                                                                                          |                                                 |             |
| 48       | 61      | Ocaña-Cabañas de Yepes                                                                   | |                                                 |             |
| 49       | 62      | A-40 Tarancón-Cuenca R4 Madrid N-301 via de servicio                                     | Ocaña-Cabañas de Yepes                                                                                   |                                                 |             |
| 50       | 65      | Albacete                                                                                 | | Autopista AP-36 N-301 A-31                      |             |
| 51       | 66      |                                                                                          | Madrid-Aranjuez                                                                                          | R 4                                             |             |
| 52       | 69      |                                                                                          | Vía de Servicio N-301 Ocaña A-40-Tarancón-Cuenca AP-36 N-301 A-31 Albacete                               |                                                 |             |
| 53       | 69-70   | Vía de Servicio Dosbarrios Noblejas                                                      | Dosbarrios Noblejas                                                                                      | TO-2657                                         |             |
| 54       |         | Vía de Servicio                                                                          | |                                                 |             |
| 55       | 72      |                                                                                          | Vía de Servicio Dosbarrios                                                                               |                                                 |             |
| 56       |         | Camino de Servicio                                                                       | Camino de Servicio                                                                                       |                                                 |             |
| 57       |         |                                                                                          | Camino de Servicio                                                                                       |                                                 |             |
| 58       | 79      | área de descanso                                                                         | Vía de Servicio                                                                                          |                                                 |             |
| 59       |         | Vía de Servicio                                                                          | Vía de Servicio                                                                                          |                                                 |             |
| 60       | 81      | Vía de Servicio La Guardia Huerta de Valdecarábanos Lillo                                | | CM-4006 CM-3005                                 |             |
| 61       |         | Vía de Servicio                                                                          | Vía de Servicio                                                                                          |                                                 |             |
| 62       |         | Vía de Servicio                                                                          | Vía de Servicio                                                                                          |                                                 |             |
| 63       | 83      | Vía de Servicio                                                                          | Vía de Servicio                                                                                          |                                                 |             |
| 64       | 85      | Vía de Servicio                                                                          | Vía de Servicio LaGuardia Huerta de Valdecarábanos Lillo                                                 | CM-4006 CM-3005                                 |             |
| 65       |         | Camino de Servicio                                                                       | Camino de Servicio                                                                                       |                                                 |             |
| 66       |         | Camino de Servicio                                                                       | Camino de Servicio                                                                                       |                                                 |             |
| 67       | 92-93   |                                                                                          | vía de servicio Tembleque Mora El Romeral Corral de Almague                                              | CM-410 CM-3000                                  |             |
| 68       | 93-94   | Tembleque Villacañas                                                                     | CM-410                                                                                                   |                                                 |             |
| 69       | 93      | Tembleque-Mora-Villacañas                                                                | | CM-410                                          |             |
| 70       | 94      |                                                                                          | Tembleque                                                                                                |                                                 |             |
| 71       | 97      | Turleque                                                                                 | Turleque                                                                                                 |                                                 |             |
| 72       | 102     | Turleque                                                                                 | Turleque                                                                                                 |                                                 |             |
| 73       | 106     | Vía de Servicio                                                                          | Vía de Servicio                                                                                          |                                                 |             |
| 74       | 112     | Vía de Servicio                                                                          | Vía de Servicio                                                                                          |                                                 |             |
| 75       | 116     | Madridejos                                                                               | Madridejos                                                                                               |                                                 |             |
| 76       | 117     | Madridejos-Villacañas                                                                    | Madridejos-Villacañas                                                                                    |                                                 |             |
| 77       | 118     | Madridejos-Camuñas-Villafranca de los Caballeros                                         | Madridejos-Camuñas-Villafranca de los Caballeros                                                         | CM-4133                                         |             |
| 78       | 120     |                                                                                          | Madridejos-Consuegra                                                                                     | CM-4133                                         |             |
| 79       | 121     | Toledo-Tomelloso-Albacete                                                                | Toledo-Tomelloso-Albacete                                                                                | CM-42                                           |             |
| 80       |         | Vía de Servicio                                                                          | Vía de Servicio                                                                                          |                                                 |             |
| 81       |         | Vía de Servicio                                                                          | Vía de Servicio                                                                                          |                                                 |             |
| 82       |         | Vía de Servicio                                                                          | Vía de Servicio                                                                                          |                                                 |             |
| 83       |         | Vía de Servicio                                                                          | Vía de Servicio                                                                                          |                                                 |             |
| 84       | km. 133 | Provinz Ciudad Real                                                                      | Provinz Toledo                                                                                           |                                                 |             |
| 85       | 134     | Puerto Lápice                                                                            | |                                                 |             |
| 86       | 136     | Puerto Lápice Herencia-Cuenca-Alcázar de San Juan                                        | Puerto Lápice Herencia-Cuenca-Alcázar de San Juan                                                        | N-420                                           |             |
| 87       | 137     | Puerto Lápice-Ciudad Real-Daimiel                                                        | Puerto Lápice-Ciudad Real-Daimiel                                                                        | N-420                                           |             |
| 88       | 138C    | Puerto Lápice                                                                            | |                                                 |             |
| 89       | 140     | Vía de Servicio                                                                          | Vía de Servicio                                                                                          |                                                 |             |
| 90       | 145     |                                                                                          | Villarta de San Juan-Herencia                                                                            |                                                 |             |
| 91       | 147     | Villarta de San Juan-Argamasilla de Alba                                                 | Villarta de San Juan-Argamasilla de Alba                                                                 |                                                 |             |
| 92       | 149     |                                                                                          | Villarta de San Juan                                                                                     |                                                 |             |
| 93       |         | Vía de Servicio                                                                          | Vía de Servicio                                                                                          |                                                 |             |
| 94       |         | Herencia                                                                                 | |                                                 |             |
| 95       |         | Llanos del Caudillo                                                                      | Llanos del Caudillo                                                                                      |                                                 |             |
| 96       |         | Vía de Servicio                                                                          | Vía de Servicio                                                                                          |                                                 |             |
| 97       | 170     | Ciudad Real-Daimiel-Tomelloso-Cuenca-Valencia                                            | Ciudad Real-Daimiel-Tomelloso-Cuenca-Valencia                                                            | E-903 A-43                                      |             |
| 98       | 172     | Manzanares (nord)-Ciudad Real-Albacete                                                   | Manzanares (nord)-Ciudad Real-Albacete                                                                   | N-430                                           |             |
| 99       | 173     | Manzanares                                                                               | Manzanares                                                                                               |                                                 |             |
| 100      | 176     | Manzanares-Bolaños de Calatrava                                                          | Manzanares-Bolaños de Calatrava                                                                          |                                                 |             |
| 101      |         | Vía de Servicio                                                                          | Vía de Servicio                                                                                          |                                                 |             |
| 102      | 179     | Membrilla                                                                                | Membrilla                                                                                                |                                                 |             |
| 103      |         | Vía de Servicio                                                                          | Vía de Servicio                                                                                          |                                                 |             |
| 104      | 182     | Consolación                                                                              | Consolación                                                                                              |                                                 |             |
| 105      |         | Vía de Servicio                                                                          | Vía de Servicio                                                                                          |                                                 |             |
| 106      |         | Vía de Servicio                                                                          | Vía de Servicio                                                                                          |                                                 |             |
| 107      |         | Vía de Servicio                                                                          | Vía de Servicio                                                                                          |                                                 |             |
| 108      | 188     | Valdepeñas (nord)                                                                        | Valdepeñas (nord)                                                                                        |                                                 |             |
| 109      | 196     | Valdepeñas-Ciudad Real-Almagro-Villanueva de los Infantes-Hellín                         | Valdepeñas-Ciudad Real-Almagro-Villanueva de los Infantes-Hellín                                         | CM-412                                          |             |
| 110      | 200     | Casas del Madero                                                                         | Casas del Madero                                                                                         |                                                 |             |
| 111      |         | Vía de Servicio                                                                          | Vía de Servicio                                                                                          |                                                 |             |
| 112      | 208     | Valdepeñas (süd)                                                                         | Valdepeñas (süd)                                                                                         |                                                 |             |
| 113      |         | Vía de Servicio                                                                          | Vía de Servicio                                                                                          |                                                 |             |
| 114      | 213     | Santa Cruz de Mudela-Moral de Calatrava-Calzada de Calatrava                             | |                                                 |             |
| 115      | 216     | Santa Cruz de Mudela-Villalba de Calatrava-Las Norias                                    | Santa Cruz de Mudela-Villalba de Calatrava-Las Norias-Moral de Calatrava-Calzada de Calatrava            |                                                 |             |
| 116      | 217     | Santa Cruz de Mudela-Torrenueva                                                          | Santa Cruz de Mudela-Torrenueva                                                                          |                                                 |             |
| 117      |         | Las Virtudes                                                                             | Las Virtudes                                                                                             |                                                 |             |
| 118      | 221     | Bazán-Las Norias                                                                         | |                                                 |             |
| 119      | 223     |                                                                                          | Bazán-Las Norias                                                                                         |                                                 |             |
| 120      | 227     | Peñalajos                                                                                | Peñalajos                                                                                                |                                                 |             |
| 121      | 230     | Las Virtudes                                                                             | Las Virtudes                                                                                             |                                                 |             |
| 122      | 231     | Almuradiel-Castellar de Santiago-Viso del Marqués                                        | Almuradiel-Castellar de Santiago-Viso del Marqués                                                        |                                                 |             |
| 123      | 241     |                                                                                          | Venta de Cárdenas                                                                                        |                                                 |             |
| 124      | km. 246 | Provinz Jaén, Andalusien                                                                 | Provinz Ciudad Real Kastilien-La Mancha                                                                  |                                                 |             |
| 125      |         | Desfiladero de Despeñaperros                                                             | Desfiladero de Despeñaperros                                                                             |                                                 | Gefälle     |
| 126      |         | Despeñaperros (Tunnel)                                                                   | Despeñaperros (Tunnel)                                                                                   |                                                 | Tunnel      |
| 127      | 250     | Las Correderas                                                                           | |                                                 |             |
| 128      |         | 256                                                                                      | Santa Elena-Miranda del Rey-Aldeaquemada                                                                 |                                                 |             |
| 129      | 257     | Santa Elena-Miranda del Rey-Aldeaquemada                                                 | Santa Elena-Miranda del Rey-Aldeaquemada                                                                 |                                                 |             |
| 130      | 258     | Santa Elena-La Aliseda                                                                   | |                                                 |             |
| 131      | 259     |                                                                                          | Santa Elena-La Aliseda                                                                                   |                                                 |             |
| 132      | 262     | Vía de Servicio                                                                          | Vía de Servicio                                                                                          |                                                 |             |
| 133      | 264     | La Aliseda                                                                               | |                                                 |             |
| 134      | 265     | Las Navas de Tolosa                                                                      | |                                                 |             |
| 135      | 266     | La Carolina                                                                              | La Carolina                                                                                              |                                                 |             |
| 136      | 268     | La Carolina-Vilches-Úbeda                                                                | La Carolina-Vilches-Úbeda                                                                                | A-301                                           |             |
| 137      | 270     | La Carolina-El Centenillo-Sierra de Andújar                                              | La Carolina-El Centenillo-Sierra de Andújar                                                              |                                                 |             |
| 138      | 274     | Carboneros El Acebuchal                                                                  | |                                                 |             |
| 139      | 275     | Carboneros-La Mesa                                                                       | Carboneros-La Mesa                                                                                       |                                                 |             |
| 140      | 276     |                                                                                          | Carboneros-El Acebuchal                                                                                  |                                                 |             |
| 141      | 280     | Guarromán-Los Ríos                                                                       | Guarromán-Los Ríos                                                                                       |                                                 |             |
| 142      | 283     | Guarromán-Linares                                                                        | Guarromán-Linares                                                                                        |                                                 |             |
| 143      | 286     | Polígono Industrial Guadiel                                                              | Polígono Industrial Guadiel                                                                              |                                                 |             |
| 144      | 288     | Baños de la Encina-Linares                                                               | Baños de la Encina-Linares                                                                               |                                                 |             |
| 145      | 292     | Bailén (nord) Jaén-Granada-Motril-Almería Linares-Albacete                               | Bailén (nord) Jaén-Granada-Motril-Almería Linares-Albacete                                               | N-322 E-902 A-44 A-32                           | Gabelung    |
| 146      | 299     | Bailén (Süd)                                                                             | Bailén (Süd)                                                                                             | N-323                                           |             |
| 147      | 301     | Zocueca                                                                                  | |                                                 |             |
| 148      | 301     | Zocueca                                                                                  | Zocueca                                                                                                  |                                                 |             |
| 149      |         | via de servicio                                                                          | |                                                 |             |
| 150      | 303-304 | La Esperanza-Cubana                                                                      | via de servicio Zocueca                                                                                  |                                                 |             |
| 151      |         |                                                                                          | Camino de Servicio                                                                                       |                                                 |             |
| 152      | 310     | via de servicio Villanueva de la Reina-Mengíbar-Plomeros                                 | via de servicio Villanueva de la Reina-Mengíbar-Plomeros                                                 |                                                 |             |
| 153      | 312     | La Quintería                                                                             | La Quintería                                                                                             |                                                 |             |
| 154      | 316-317 | Los Villares-La Parrilla                                                                 | Los Villares-La Parrilla                                                                                 |                                                 |             |
| 155      | 318     | camino de Servicio                                                                       | |                                                 |             |
| 156      | 319     | vía de servicio                                                                          | vía de servicio                                                                                          |                                                 |             |
| 157      | 321     | vía de servicio Andújar Stro. Ntra. Sra. de la Cabeza                                    | vía de servicio Andújar Stro. Ntra. Sra. de la Cabeza                                                    |                                                 |             |
| 158      | 323A    | Andújar                                                                                  | |                                                 |             |
| 159      | 323B    | Arjona-Lahiguera-Jaén                                                                    | Andújar-Jaén                                                                                             | A-311                                           |             |
| 160      | 323     |                                                                                          | Andújar Arjona-Lahiguera-Jaén                                                                            | A-311                                           |             |
| 161      | 324-325 | vía de servicio Andújar Industriegebiet                                                  | Andújar Industriegebiet                                                                                  |                                                 |             |
| 162      | 326     | vía de servicio                                                                          | vía de servicio Llanos del Sotillo                                                                       |                                                 |             |
| 163      | 329     | Marmolejo                                                                                | Marmolejo                                                                                                | A-420                                           |             |
| 164      | 335     | via de servicio Marmolejo-Arjonilla                                                      | via de servicio Marmolejo-Arjonilla                                                                      |                                                 |             |
| 165      | 339     | via de servicio San Julián                                                               | via de servicio San Julián                                                                               |                                                 |             |
| 166      | 346     | via de servicio Lopera                                                                   | via de servicio Lopera                                                                                   |                                                 |             |
| 167      | km. 347 | Provinz Córdoba                                                                          | Provinz Jaén                                                                                             |                                                 |             |
| 168      | 348     | Villa del Río                                                                            | Villa del Río                                                                                            |                                                 |             |
| 169      | 350     | vía de servicio La Vega-Villa del Río                                                    | vía de servicio La Vega-Villa del Río                                                                    |                                                 |             |
| 170      | 356     | San Fernando                                                                             | San Fernando                                                                                             | N-420                                           |             |
| 171      | 358-359 | via de servicio Montoro Bujalance Ciudad Real                                            | via de servicio Montoro Bujalance Ciudad Real                                                            | A-309 N-420                                     |             |
| 172      | 361     | Camino de Servicio                                                                       | Camino de Servicio                                                                                       |                                                 |             |
| 173      | 364     | Algallarín-Adamuz                                                                        | Algallarín-Adamuz                                                                                        | A-3000                                          |             |
| 174      | 367-370 | vía de servicio Pedro Abad Alcurrucen                                                    | Pedro Abad-Adamuz                                                                                        |                                                 |             |
| 175      | 374     | El Carpio                                                                                | El Carpio                                                                                                |                                                 |             |
| 176      | 377     | Villafranca de Córdoba-Adamuz-El Carpio Jaén                                             | Villafranca de Córdoba-Adamuz-El Carpio Jaén                                                             | A-421 A-306                                     |             |
| 177      |         |                                                                                          | Camino de Servicio                                                                                       |                                                 |             |
| 178      |         | Vía de Servicio                                                                          | |                                                 |             |
| 179      | 383     | Alcolea                                                                                  | Alcolea                                                                                                  | N-IV                                            |             |
| 180      | 385     | Vía de Servicio                                                                          | Vía de Servicio                                                                                          |                                                 |             |
| 181      | 391     | Centro Penitenciario                                                                     | Centro Penitenciario                                                                                     |                                                 |             |
| 182      |         | Vía de Servicio                                                                          | Vía de Servicio                                                                                          |                                                 |             |
| 183      | 396     | camino de Servicio                                                                       | camino de Servicio                                                                                       |                                                 |             |
| 184      | 398-399 | via de servicio Industriegebiet C/ Virgen del Mar Córdoba N-IVa Alcolea N-432 Badajoz    | Córdoba N-IVa Alcolea N-432 Badajoz                                                                      | CO-31                                           |             |
| 185      | 401     | Mercacórdoba                                                                             | Mercacórdoba                                                                                             |                                                 |             |
| 186      | 403     | Córdoba (Südost) Granada                                                                 | | N-432                                           |             |
| 187      | 406     |                                                                                          | Córdoba (Südost) Granada                                                                                 | N-432                                           |             |
| 188      | 408     | Málaga Córdoba (west) Flughafen                                                          | | A-45 CO-32                                      |             |
| 189      | 409B    |                                                                                          | Córdoba (west) Flughafen                                                                                 | CO-32                                           |             |
| 190      | 409A    |                                                                                          | cambio de sentido                                                                                        |                                                 |             |
| 191      | 411     | camino vecinal Puente Viejo                                                              | Camino de Servicio                                                                                       |                                                 |             |
| 192      | 412     | Camino de Servicio                                                                       | vía de servicio                                                                                          |                                                 |             |
| 193      |         | Vía de Servicio                                                                          | |                                                 |             |
| 194      | 414     | Camino de Servicio                                                                       | Camino de Servicio                                                                                       |                                                 |             |
| 195      | 418     | Málaga                                                                                   | zona de Servicio Málaga                                                                                  | N-331                                           |             |
| 196      | 420     | Guadalcázar                                                                              | Guadalcázar                                                                                              |                                                 |             |
| 197      | 424     | via de servicio Aldea Quintana-La Victoria                                               | via de servicio Aldea Quintana-La Victoria                                                               |                                                 |             |
| 198      | 430     | vía de servicio El Arrecife-El Rinconcillo                                               | vía de servicio El Arrecife-El Rinconcillo                                                               |                                                 |             |
| 199      | 432     | vía de servicio La Carlota-Posadas                                                       | vía de servicio La Carlota-Posadas                                                                       |                                                 |             |
| 200      | 434     | via de servicio La Carlota                                                               | via de servicio La Carlota                                                                               | A-379 A-440                                     |             |
| 201      | km. 435 | Provinz Sevilla                                                                          | Provinz Córdoba                                                                                          |                                                 |             |
| 202      | 437     | Los Algarbes                                                                             | Los Algarbes                                                                                             |                                                 |             |
| 203      |         |                                                                                          | Camino de Servicio                                                                                       |                                                 |             |
| 204      | 441     | vía de servicio La Rambla-Montilla                                                       | vía de servicio La Rambla-Montilla                                                                       | A-386                                           |             |
| 205      |         |                                                                                          | via de Servicio                                                                                          |                                                 |             |
| 206      | 443-444 | Cerro Perea                                                                              | Cerro Perea                                                                                              |                                                 |             |
| 207      | 445     | Camino de Servicio                                                                       | Camino de Servicio                                                                                       |                                                 |             |
| 208      |         | Camino de Servicio                                                                       | |                                                 |             |
| 209      |         | Vía de Servicio                                                                          | Vía de Servicio                                                                                          |                                                 |             |
| 210      | 450     | via de servicio Écija Palma del Río Lucena                                               | Écija Palma del Río                                                                                      | N-IVa A-453 SE-9105                             |             |
| 211      | 455     | Écija El Rubio Estepa Osuna                                                              | Écija El Rubio Estepa Osuna                                                                              |                                                 |             |
| 212      | 456     |                                                                                          | vía de servicio                                                                                          |                                                 |             |
| 213      | 457     | Industriegebiet Marchena Arahal Utrera                                                   | Industriegebiet Marchena Arahal Utrera                                                                   | A-364 A-92                                      |             |
| 214      | 459     | Industriegebiet                                                                          | Industriegebiet                                                                                          |                                                 |             |
| 215      | 461     | via de servicio Villanueva del Rey                                                       | via de servicio Villanueva del Rey                                                                       |                                                 |             |
| 216      | 464     | Vía de Servicio Gewerbeviertel                                                           | Vía de Servicio Gewerbeviertel                                                                           |                                                 |             |
| 217      |         |                                                                                          | vía de Servicio                                                                                          |                                                 |             |
| 218      | 468     | vía de Servicio La Luisiana-El Campillo-Cañada Rosal                                     | La Luisiana-El Campillo-Cañada Rosal                                                                     |                                                 |             |
| 219      | 471     | La Luisiana-El Campillo-Cañada Rosal                                                     | vía de Servicio La Luisiana-El Campillo-Cañada Rosal                                                     |                                                 |             |
| 220      |         | Camino de Servicio                                                                       | |                                                 |             |
| 221      | 475     | Camino de Servicio                                                                       | Camino de Servicio                                                                                       |                                                 |             |
| 222      | 480     | Camino de Servicio                                                                       | Camino de Servicio                                                                                       |                                                 |             |
| 223      | 482     | vía de servicio-La Campana Fuentes de Andalucía                                          | La Campanea Fuentes de Andalucía                                                                         | A-456 A-407                                     |             |
| 224      | 484     | Camino de Servicio                                                                       | Camino de Servicio                                                                                       |                                                 |             |
| 225      | 487     | vía de Servicio                                                                          | vía de Servicio                                                                                          |                                                 |             |
| 226      | 491     | Camino de Servicio                                                                       | Camino de Servicio                                                                                       |                                                 |             |
| 227      | 494     | Camino de Servicio                                                                       | Camino de Servicio                                                                                       |                                                 |             |
| 228      | 497     | La Campana                                                                               | La Campana                                                                                               | SE-6103                                         |             |
| 229      | 500     | cambio de sentido                                                                        | cambio de sentido                                                                                        |                                                 |             |
| 230      | 504     | Carmona Parador Marchena                                                                 | Carmona Parador Marchena                                                                                 | A-460                                           |             |
| 231      | 506     | Carmona-Lora del Río                                                                     | Carmona-Lora del Río                                                                                     | A-457                                           |             |
| 232      | 508     | Carmona-Brenes                                                                           | Carmona-Brenes                                                                                           | A-462                                           |             |
| 233      | 511     | Carmona (Andalusien) Carmona El Viso del Alcor                                           | Carmona (Andalusien) Carmona Parador El Viso del Alcor                                                   | A-398                                           |             |
| 234      | 514     | El Viso del Alcor-Tocina                                                                 | El Viso del Alcor-Tocina                                                                                 | SE-2301                                         |             |
| 235      | 516     | Virgen del Rocío                                                                         | Virgen del Rocío                                                                                         |                                                 |             |
| 236      | 519     | via de servicio Los Nietos-Las Monjas                                                    | via de servicio Los Nietos-Las Monjas                                                                    |                                                 |             |
| 237      | 521     | Mairena del Alcor-Brenes                                                                 | Mairena del Alcor-Brenes                                                                                 |                                                 |             |
| 238      | 523     | camino de Servicio                                                                       | camino de Servicio                                                                                       |                                                 |             |
| 239      | 524     |                                                                                          | via de servicio Torrepalma                                                                               |                                                 |             |
| 240      | 526     | Tarazona Málaga-Granada-Utrera                                                           | Tarazona Málaga-Granada-Utrera                                                                           | SE-40 A-92 A-376                                |             |
| 241      | 530     |                                                                                          | vía de servicio                                                                                          |                                                 |             |
| 242      | 532-533 | Flughafen Sevilla                                                                        | Flughafen Sevilla                                                                                        |                                                 |             |
| 243      | 535     | Sevilla (ost) Brenes Isla de la Cartuja Huelva-Mérida                                    | Sevilla (ost) Brenes Isla de la Cartuja                                                                  | A-8008 SE-020                                   |             |
| 244      | 536     |                                                                                          | Sevilla (ost) vía de servicio                                                                            |                                                 |             |
| 245      | 537     | Sevilla (Stadt) E 803 A-66 Mérida                                                        | |                                                 | Gabelung    |
| 246      |         | Sevilla weiter als SE-30A-92 Granada E 5 A-4 Cádiz E 1 A-49 Huelva                       | Einlass in die SE-30                                                                                     | SE-30                                           |             |
| 247      |         | Einlass in die SE-30                                                                     | Sevilla weiter als SE-30E 1 A-49 Huelva E 5 A-4Sevilla (ost)                                             | SE-30                                           |             |
| 248      | 545     | Sevilla (ost) A-92 Málaga-Granada E5 A-4Córdoba                                          | Sevilla (ost) A-92 Málaga-Granada E5 A-4Córdoba                                                          | SE-30                                           | Gabelung    |
| 249      | 549     | Industriegebiet Bellavista                                                               | Industriegebiet Bellavista                                                                               |                                                 |             |
| 250      | 553     | Dos Hermanas Isla Menor (Stadt) Isla Menor                                               | Dos Hermanas Isla Menor (Stadt) Isla Menor                                                               |                                                 |             |
| 251      | 558     | Dos Hermanas Cádiz                                                                       | Dos Hermanas Cádiz                                                                                       | N-IV                                            |             |
| 252      |         | weiter in Richtung Cádiz E-5-AP-4                                                        | Dos Hermanas                                                                                             | E-5 AP-4                                        |             |
| 253      |         | Abschnitt Dos Hermanas-Los Palacios in Planung                                           | Abschnitt Los Palacios – Dos Hermanas in Planung                                                         |                                                 |             |

### Abschnitt Jerez de la Frontera – Cádiz
| Position | km   | Richtung (Cadiz)                                                                       | Richtung (Madrid)                                                                      | Anschluss an   | Bemerkungen |
| -------- | ---- | -------------------------------------------------------------------------------------- | -------------------------------------------------------------------------------------- | -------------- | ----------- |
| 1        |      | Jerez de la Frontera                                                                   | weiter in Richtung Sevilla und Madridpor                                               | N-IV           |             |
| 2        | 628  | Flughafen Jerez                                                                        | Flughafen Jerez                                                                        |                |             |
| 3        | 631  | Jerez de la Frontera-Guadalcacín Arcos de la Frontera-Antequera E-5 AP-4 Sevilla Cádiz | Jerez de la Frontera-Guadalcacín Arcos de la Frontera-Antequera E-5 AP-4 Sevilla Cádiz | N-349 N-382    |             |
| 4        | 632  | Ciudad del Transporte                                                                  | Ciudad del Transporte                                                                  |                |             |
| 5        | 633  | Jerez de la Frontera (ost)                                                             | Jerez de la Frontera (ost)                                                             |                |             |
| 6        | 634  | Jerez de la Frontera-Mesas de Santa Rosa                                               |                                                                                        |                |             |
| 7        | 639  | Jerez de la Frontera (nord) (Ikea und Luz Shopping)                                    | Jerez de la Frontera (nord) (Ikea und Luz Shopping)                                    | CA-6014        |             |
| 8        | 643  | Sanlúcar de Barrameda-Chipiona-Jerez de la Frontera (west)                             | Sanlúcar de Barrameda-Chipiona-Jerez de la Frontera (west)                             | A-480          |             |
| 9        | 645  |                                                                                        | Jerez de la Frontera (süd)                                                             |                |             |
| 10       | 646  | Vía de Servicio                                                                        | Vía de Servicio                                                                        | CA-31          |             |
| 11       | 649  | El Puerto de Santa María (nord)                                                        |                                                                                        | A-491          |             |
| 12       | 655  | El Puerto de Santa María (Stadt) Rota Chipiona                                         | El Puerto de Santa María (Stadt) Rota Chipiona                                         | CA-32          |             |
| 13       | 658A | Cádiz Sevilla-Madrid                                                                   | Cádiz Sevilla-Madrid                                                                   | N-443 E-5 AP-4 |             |
| 14       | 658B | Puerto Real-Algeciras                                                                  | Puerto Real-Algeciras                                                                  |                |             |
| 15       | 660  | Puerto Real                                                                            | Puerto Real                                                                            |                |             |
| 16       | 664  | Barrio Jarana (nord)                                                                   | Barrio Jarana (nord)                                                                   |                |             |
| 17       | 666  | Barrio Jarana (süd)                                                                    | Barrio Jarana (süd)                                                                    |                |             |
| 18       | 668  | Cádiz-San Fernando Málaga-Algeciras-Chiclanhüa de la Frontera                          | Cádiz-San Fernando Málaga-Algeciras-Chiclana de la Frontera                            | CA-33 E-5 A-48 | Gabelung    |
| 19       |      | weiter in Richtung Cádiz über die CA-33                                                |                                                                                        |                | Gabelung    |

## Größere Städte an der Autobahn
- Madrid
- Pinto
- Aranjuez
- Valdepeñas
- Bailén
- Andújar
- Córdoba
- Écija
- Carmona
- Sevilla
- Dos Hermanas
- Puerto Real
- Cádiz